# Adam Wodnicki (Pianist)
Adam Wodnicki (* 22. Dezember 1951 in Przemyśl) ist ein polnischer Pianist und Musikpädagoge.

## Leben
Wodnicki studierte Klavier an der Musikakademie Krakau, später bei Guido Agosti in Siena und bei György Sebők an der Indiana University Bloomington. Zwischen 1973 und 1977 war er zunächst Assistent, dann Assistenzprofessor an der Musikakademie Krakau. Ab 1979 lehrte er an der Musikschule der University of Texas in Austin, seit 1980 ist er Professor an der Musikhochschule der University of North Texas in Denton. Daneben gab er Meisterkurse u. a. in Peking und Pretoria und leitet einen internationalen Klavierkurs in Prag.
Als Pianist war Wodnicki dreimal Preisträger des Wettbewerbs für Nachwuchspianisten der Chopin-Gesellschaft in Warschau. Er gab Konzerte in vielen Ländern Europas, in den USA, Japan, Südkorea, Taiwan, Singapur und Israel und unternimmt seit 1991 jährlich eine Tournee durch sein Heimatland Polen. Er nahm Cellosonaten von David Dzubay, Robert Muczynski und Dmitri Schostakowitsch mit Carter Enyeart auf, weiterhin Werke für Klavier solo von Ignacy Jan Paderewski, drei Klaviertrios von Robert Muczynski, Klavierkonzerte von Kazimierz Serocki, Tadeusz Baird und Jan Krenz und das Gesamtwerk für Klavier und Orchester von Sigismond Stojowski.
In der Reihe Musica Iagellonica gab er die erste Gesamtausgabe der Werke Ignacy Paderewskis heraus; außerdem ist er Herausgeber von Werken Piotr Perkowskis, Stanisław Niewiadomskis, Tadeusz Joteykos und  Édouard Wolffs. 2014 wurde er mit der
Gloria-Artis-Medaille für kulturelle Verdienste des polnischen Kultusministeriums ausgezeichnet, 2015 mit der Goldenen Eule des
Kulturmagazins Jupiter. 

## Weblink
- Homepage von Adam Wodnicki